# 해마루초등학교
해마루초등학교는 대한민국 경상북도 구미시에 있는 초등학교이다.

## 학교 연혁
- 2014.03.01. 제1대 이영희 교장선생님 부임
- 2014.03.01. 해마루초등학교 12학급 개교
- 2014.03.01. 초등 12(1)학급, 유치원 3학급 편성
- 2015.02.13. 제1회 졸업생(8명)
- 2015.03.01. 초등 20(1)학급, 유치원 3학급 편성
- 2016.02.17 제2회 졸업식(총 졸업생 수 53명)
- 2016.03.01 초등 32학급(특수 1학급), 유치원 3학급 편성
- 2016.03.01 교육부 요청 경상북도교육청 지정 안전교육 연구학교 운영(2016~2018)
- 2016.03.01 경상북도교육청 지정 자율재능학교 운영(2016~2019)
- 2017.02.10 제3회 졸업식(총 졸업생 수 125명)
- 2017.03.01 초등 39학급(특수 1학급), 유치원 3학급 편성
- 2017.03.01 제2대 백만기 교장선생님 부임
- 2017.12.15 경북 100대 교육과정 우수학교 및 연구학교 운영 우수학교 선정
- 2018.02.15 제 4회 졸업식(총 졸업생 수 250명)
- 2018.03.01 초등 43(1)학급, 유치원 3학급 편성
- 2018.09.01 제3대 남교희 교장선생님 부임
- 2019.02.15 제 5회 졸업식(총 졸업생 수 377명)
- 2019.03.01 초등 55(1)학급, 유치원 3학급 편성
- 2019.09.01 제4대 김상수 교장선생님 부임
- 2020.02.11 제6회 졸업식(총 졸업생 수 544명)
- 2020.03.01 초등 60(1)학급, 유치원 3학급 편성
- 2021.03.01 초 64(1)학급, 유치원 3학급 편성
- 2021.09.01 제5대 이사열 교장선생님 부임
- 2022.01.07 제8회 졸업식(총 졸업생 수 1008명)
- 2022.03.01 경상북도교육청 지정 정책연구학교 운영(2022-2023, AI 리터러시 교육)
- 2022.03.01 초등 65(1)학급, 유치원 3학급 편성
- 2023.01.04 제9회 졸업식(총 졸업생 수 1274명)
- 2023.03.01 초등 65(1)학급, 유치원 3학급 편성
- 2023.03.01 제6대 김미경 교장선생님 부임
- 2024.01.05 제10회 졸업식(총 졸업생 수 1573명)
- 2024.03.01 초등 65(1)학급, 유치원 3학급 편성
- 2024.09.01 제7대 이상철 교장선생님 부임
- 2025.01.10 제11회 졸업식(총 졸업생 수 1861명)
- 2025.03.01 초등 58(1)학급, 유치원 3학급 편성